# I Found You (Nontanun Anchuleepradit)
I Found You, spesso stilizzato come i found you, è un brano musicale del cantante thailandese Nontanun Anchuleepradit (Kacha), pubblicato come singolo l'8 novembre 2017 da GMM Grammy. Il brano, estratto dall'album Kacha Another, è un featuring con Chonlathorn Kongyingyong (Captain).
Della canzone ne esiste anche una versione cantata solamente da Kacha, intitolata I Found You (Kacha Version), inclusa nell'album.

## Video musicale
Pubblicato contemporaneamente al lancio del singolo, il video musicale vede Kacha e Captain cantare sopra un'automobile, mentre scorrono dei flashback con l'incontro dei due con le loro anime gemelle.

## Tracce
1. I Found You (feat. Chonlathorn Kongyingyong) – 3:54